# بول جونز (لاعب كرة قدم)
بول جونز (بالإنجليزية: Paul Jones)‏ (و. 1978  م) هو لاعب كرة قدم، من المملكة المتحدة، ولد في ليفربول، يلعب كمُدَافِع.

## روابط خارجية
- بول جونز على موقع قاعدة بيانات كرة القدم.إي يو (الإنجليزية)
- بول جونز على موقع Soccerbase.com (لاعب) (الإنجليزية)